# Jijia, Guangdong
Jijia (kinesiska: 纪家) är en köping i sydöstra Kina. Den ligger i Leizhou i staden Zhanjiang i provinsen Guangdong, omkring 430 kilometer sydväst om provinshuvudstaden Guangzhou. Antalet invånare är 91 454. Befolkningen består av 43 939 kvinnor och 47 515 män. Barn under 15 år utgör 25,0 %, vuxna 15-64 år 65 %, och äldre över 65 år 9,0 %.